# Subaru Vivio
La Subaru Vivio est un ancien modèle de Subaru qui offrait pour la première fois en Europe une voiture de la catégorie des citadines dotée d’une transmission à quatre roues motrices. Il s'agissait alors non pas d'une intégrale mais d'une "enclenchable". Une partie de la gamme était toutefois proposée en simple traction. La Vivio est sortie en 1992 au Japon.

## Moteur
Le moteur de la Subaru Vivio était un 4 cylindres atmosphérique de 52 ch (44 ch en Europe) ou, au Japon, le même en version suralimentée par compresseur, affichant alors 64 ch. Il respectait les 660 cm3 maxi imposés par la législation japonaise des keijidosha.

## Variantes

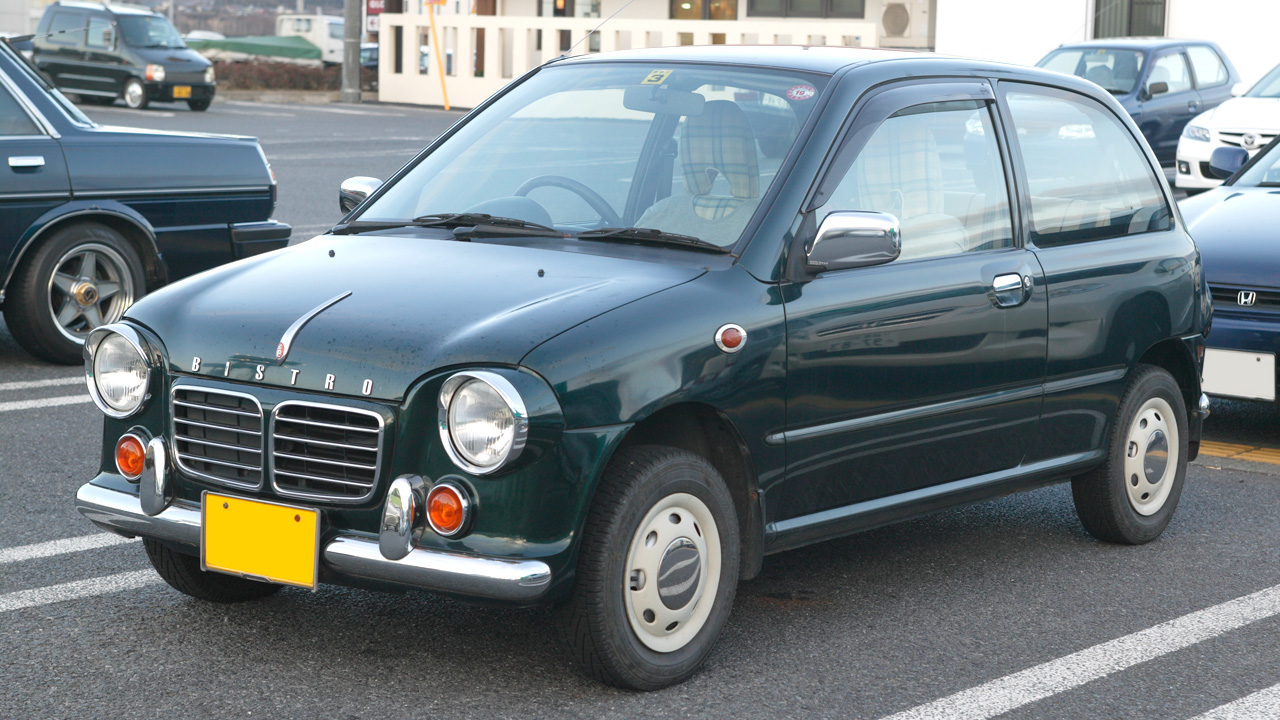
La Vivio Bistro.

La Subaru Vivio était aussi disponible au Japon en une version Vivio Bistro qui disposait d'une présentation rétro.
À partir de 1994, Subaru a également commercialisé, toujours au Japon, une version Coupé T-Top à malle arrière apparente.

## Compétition
La Subaru Vivio a participé au course de Rallye pendant ses années de production.